# Operazione Sea-Spray
L'operazione Sea-Spray fu un esperimento segreto condotto dalla United States Navy nel 1950 che consistette nella diffusione di batteri Serratia marcescens e Bacillus globigii sulla baia di San Francisco in California.

## Test militare
Nel 1950, la United States Navy decise di effettuare un test di guerra batteriologica per determinare se un nemico fosse in grado o meno di condurre un attacco biologico in mare e infettare la popolazione delle città statunitensi.
Dal 20 al 27 settembre 1950, la Marina degli Stati Uniti rilasciò i due tipi di batteri da una nave al largo di San Francisco, ritenendoli innocui per l'uomo. Sulla base dei risultati delle apparecchiature di monitoraggio in 43 località della città, l'esercito ha stabilito che San Francisco aveva ricevuto una dose sufficiente per far inalare almeno 5000 particelle a quasi tutti gli 800.000 residenti della città .

### Malattie
L'11 ottobre 1950, undici residenti si recarono all'ospedale di Stanford per infezioni da Serratia marcescens. Sebbene dieci di loro si fossero ripresi, un paziente, Edward J. Nevin, morì tre settimane dopo. Nessuno degli altri ospedali della città riportò picchi simili nei casi e tutte e 11 le vittime ebbero infezioni del tratto urinario a seguito di procedure mediche, suggerendo che la fonte delle loro infezioni si trovasse all'interno dell'ospedale. Anche i casi di polmonite a San Francisco aumentarono dopo il rilascio di Serratia marcescens, sebbene non sia stata stabilita una relazione causale in modo definitivo. Il batterio fu anche combinato con fenolo e un simulante di antrace e spruzzato nel Dorset meridionale da scienziati militari statunitensi e britannici come parte dei test DICE che si svolsero dal 1971 al 1975.
L'epidemia del tratto urinario era così insolita che il caso fu citato in un articolo per l'American Medical Association.
Non c'erano prove che l'esercito avesse allertato le autorità sanitarie prima di diffondere i batteri nella regione di batteri. In seguito i medici si chiesero se l'esperimento potesse essere responsabile di infezioni alle valvole cardiache nello stesso periodo e di gravi infezioni osservate tra i consumatori di droghe per via endovenosa negli anni sessanta e settanta.

## Reazioni

### Audizioni della sottocommissione del Senato
Nel 1977, il sottocomitato del Senato degli Stati Uniti per la salute e la ricerca scientifica tenne una serie di udienze durante le quali l'esercito rivelò l'esistenza dei test. Funzionari dell'esercito notarono l'epidemia di polmonite nella loro testimonianza, ma affermarono che qualsiasi collegamento con i loro esperimenti non era riscontrabile. L'esercito sottolineò che nessun altro ospedale aveva riportato focolai simili e che tutte le 11 vittime avevano avuto infezioni del tratto urinario a seguito di procedure mediche, suggerendo che la fonte delle loro infezioni si trovasse all'interno dell'ospedale.

### Cause legali
Nel 1981, i membri sopravvissuti della famiglia di Nevin intentarono una causa contro il governo federale, accusandolo di negligenza e responsabilità per la morte di Edward J. Nevin, nonché di danni finanziari ed emotivi causati alla moglie del signor Nevin dalle spese mediche. La corte di grado inferiore si pronunciò contro di loro principalmente perché non era stato dimostrato che i batteri utilizzati nel test fossero stati responsabili della morte del signor Nevin. La famiglia fece appello fino alla Corte Suprema degli Stati Uniti, che rifiutò di ribaltare le sentenze dei tribunali inferiori.